# Saradschischwili-Denkmal

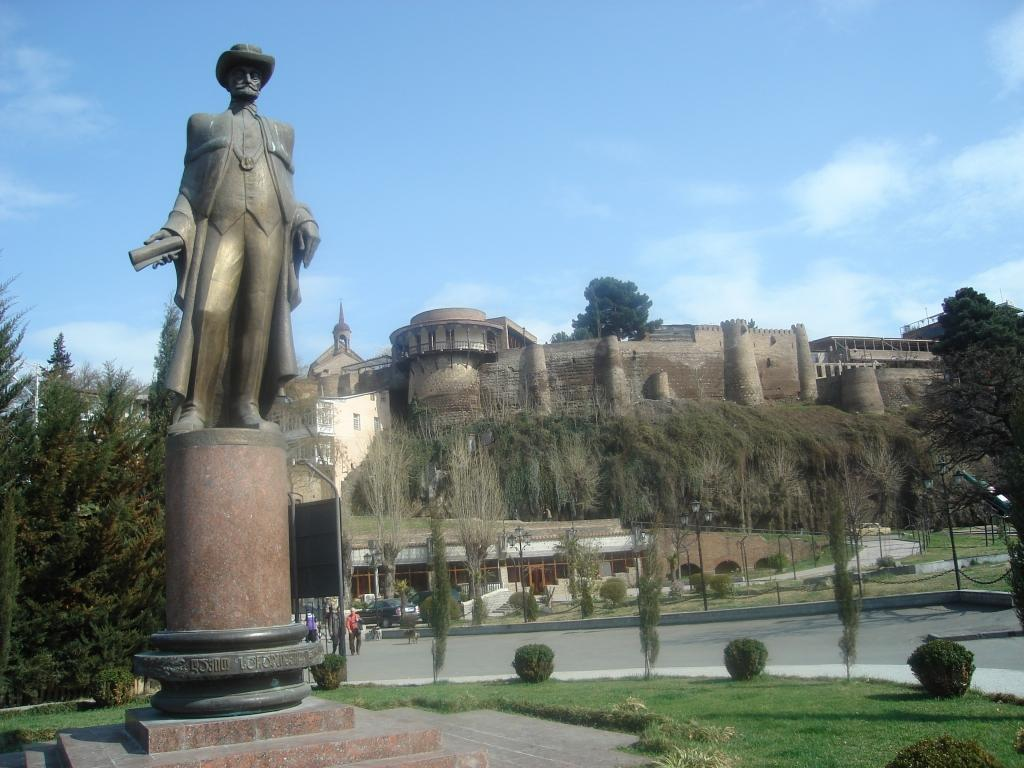
Das Saradschischwili-Denkmal am Rike-Park in Tiflis (2006)

Das Dawit-Saradschischwili-Denkmal (georgisch დავით სარაჯიშვილის ძეგლი)  ist ein bekanntes Denkmal in der georgischen Hauptstadt Tiflis.

## Lage
Es befindet sich auf dem Grundstück Griboedov-Straße 8–10 am Rande des Rike-Parks, etwa 150 Meter nördlich der Metechi-Kirche.

## Geschichte
Das Denkmal wurde von Gigo Gabaschwili gestaltet und steht seit 1995 am Eingang zum „Dawit-Saradschischwili-Weinbrand-Pavillon“. Bereits seit dem Ende des 19. Jahrhunderts befand sich auf dem heutigen Firmengelände ein Kellersystem für hochwertige Weine und Spirituosen. Seitens der georgisch-orthodoxen Kirche gab es Bedenken und Proteste gegen das Denkmal gegenüber der Metechi-Kirche, da es einen Alkohol-Fabrikanten würdigt.

## Aussehen
Das Denkmal ist dem georgischen Cognac-Fabrikanten und Philanthropen Dawit Saradschischwili gewidmet. Es zeigt den Unternehmer als einen elegant gekleideten älteren Herrn mit einem Dokument oder Plan in der rechten Hand, er steht auf einem säulenartigen Podest. Im Hintergrund befindet sich auf einer Stützmauer am Berghang über dem Firmengelände der in lateinischen Lettern dargestellte Schriftzug DAVID als Werbung angebracht.

## Saradschischwili
Der am 28. Oktober 1848 in Tiflis geborene Saradschischwili absolvierte nach dem Gymnasium ab 1866 ein Chemie-Studium in St. Petersburg. Es folgte ein vertiefendes Studium an der Universität München und 1871 die Promotion in Chemie an der Universität Heidelberg.
Zu den Interessen Saradschischwilis gehörte die Herstellung und Veredelung von Weinen. Hierzu begab er sich im Anschluss mehrfach auf Studienreisen nach Frankreich.
Sein Ziel war es, die technischen Verfahren der industriellen Herstellung von Cognac in Frankreich zu erlernen, um auch in Georgien hochwertigen Cognac und Brandy produzieren zu können.
1888 wagte Saradschischwili die Eröffnung einer Brandy-Fabrikation auf der Basis einheimischer Trauben und wurde so in wenigen Jahren zum Self-made-Millionär.
Seine finanziellen Erfolge mit der Tbilisi-Brandy-Factory ermöglichten es ihm, auch als Sponsor für kulturelle und soziale Projekte aufzutreten. Saradschischwili verstarb am 20. Juni 1911 in seiner Heimatstadt Tiflis. Nach seinem Tode wurden er und seine später verstorbene Ehefrau in einer Familiengruft beigesetzt. Die Stadtverwaltung erhielt 1939 den Auftrag, die sterblichen Überreste zu exhumieren und auf einem weit entfernten Ort zu bestatten; dies wurde in aller Stille vollbracht. Die Erinnerung der Bevölkerung an ihren Wohltäter blieb jedoch erhalten, daher wurde nach dem Zusammenbruch der kommunistischen Herrschaft in Georgien Saradschischwili zu Ehren das Denkmal aufgestellt und der 10. November von der Stadt Tiflis zum Gedenktag für Dawit Saradschischwili proklamiert.

## Umgebung
Das Umfeld des Denkmals, besonders der zwischen dem Fluss und der Altstadt gelegene Rike-Park, wird seit dem Millennium im Auftrag der georgischen Regierung und der Stadtverwaltung zu einem modernen Prachtboulevard umgestaltet, es entstanden bereits neue Grünanlagen und Straßen sowie die als architektonisches Meisterwerk betrachtete Friedensbrücke zu Füßen des georgischen Präsidentenpalastes.